# Consol.at
consol.AT, in Deutschland bekannt als consolPLUS, war eine österreichische Multiplattform-Computerspielezeitschrift, herausgegeben vom Verlag consol.MEDIA in Wien. Die consol.AT erschien monatlich, nicht an einen bestimmten Erscheinungstag gebunden, mit ungefähr 100 Seiten. Nach der Insolvenz von consol.MEDIA am 28. Oktober 2013 wurde die Zeitschrift eingestellt. Sie galt als das älteste Videospiel-Magazin Österreichs.

## Inhalt
Die Zeitschrift enthielt zu allen aktuell erhältlichen Videospieleplattformen (PlayStation 2, PlayStation 3, Xbox 360, Nintendo Wii, PlayStation Portable, Nintendo DS, PS Vita), folgende Informationen:
- Aktuelle Nachrichten, inklusive Szene-News aus dem Entwicklerbereich
- Vorschauen (Previews) zu Spielen, die sich noch in der Entwicklung befinden.
- Tests (Reviews bzw. Rezensionen) aktueller Spiele (kürzlich erschienen oder kurz vor dem Release stehend).
- Aktuelle Hardware-Vorstellungen (Konsolen- und Computerzubehör)

## Onlineangebot
Das Onlineangebot der consol.AT/consolPLUS war consol.at bzw. consolplus.de. Auf dieser Website fand man genauso wie auf den anderen Webseiten des Verlagshauses täglich Neuigkeiten über die aktuellen Geschehnisse auf dem Konsolen-Spiele-Markt sowie ein Forum rund um Videospiele. Wöchentlich erschien ein Podcast der Redaktion, in dem aktuelle Spiele behandelt werden.
Seit dem 2. Quartal 2012 gab es zusätzlich zum normalen Abonnement das sogenannte C4 Abonnement, welches neben den regulären Printausgaben 10 themenspezifische Podcasts und 10 Ausgaben eines eMagazins mit exklusiven Artikeln beinhaltet.
Mit der Insolvenz des Verlages wurde die Seite eingestellt.